# がんばろう
ガンバロー
1. 日本語。努力や行動の貫徹する意思や決意を表し、励ます時や気勢を上げる時などに使う。
2. 森田ヤエ子作詞、荒木栄作曲の日本の代表的な労働歌。
3. 小惑星東日本(29157 Higashinihon)の旧名。

## 日本語としてのがんばろう
- がんばろう

意味としては、「がんばる」をする意思や決意を表す。
「仕事をがんばろう」 - 仕事をすることを忍耐し、厳しいことを努力する意思や決意。
　「がんばろうKOBE」 - 神戸の震災復興を貫徹するという意思や決意。
「（ビルの建設に反対して）建設予定地にがんばろう」 - 建設予定地に居座って動かないという意志や決意。
表記としては、がんばろうの他に頑張ろう、ガンバローなどが挙げられる。一般的には前2つが使われることが多いが、カタカナの性質として、勢いの強い場面（例えば、掛け声を表したり、強い意志がこもっている時）はカタカナを使うことがしばしば見られる。
使う場面としては、自他を問わず人を励ます時や気勢を上げる時などに使うことが多い。会合や大会などで（特に労働組合で）幹事が主導の下、拳を突き上げて同時にガンバローと言うのもよくある。また、このガンバローを三連呼という形もよくある。
例：「（幹事）要求貫徹、（以下合同）ガンバロー！　ガンバロー！　ガンバロー！」
また小学校などの教育機関において、通知表での低評価（5段階評価で言うと2・1など）を表す婉曲的表現として用いられることがある。

## 復興スローガンとしてのがんばろう
近年、自然災害や疫病などで多大な被害を受けた地域を励ます目的で、「がんばろう○○」（○○には地名が入る）というスローガンが多用されている。
事の起こりは、1995年に発生した阪神・淡路大震災の時、地元のプロ野球球団オリックス・バファローズ（当時はオリックス・ブルーウェーブ）が、「がんばろうKOBE」を合言葉に、地元を励まそうと快進撃を続け、復興に大きく貢献したという成功事例があったためと考えられる。詳しくは上述球団のリンク先を参照。
2011年の東日本大震災の時は、日本野球機構がプロ野球12球団統一スローガンとして「がんばろう！！日本」という文言を使い、復興支援事業で使用している。
日本野球機構のキャンペーンページ
このスローガンはアマチュア野球界でも使用されており、例えば2012年の選抜高校野球でも「がんばろう！！日本」の横断幕を持った選手入場が行われた。観光庁等でも同様の文言でキャンペーンを行なっている。
また、「がんばろう青森」「がんばろう岩手」「がんばろう宮城」「がんばろう福島」「がんばろう茨城」「がんばろう千葉」というように、被災して甚大な被害が出た関東・東北6県の県名を連呼する場合もあった。
例えば福岡ソフトバンクホークスの応援団は、試合中に六県を応援する旗や横断幕を掲出していた。
応援団の動画
　小惑星「がんばろう (Ganbarou)」も同一の意味で命名されたものである。ただしこの命名は認められず、現在では「東日本 (29157 Higashinihon)」と命名されている。

## 労働歌としてのがんばろう
がんばろうは日本の代表的な労働歌。作詞は森田ヤエ子、作曲は三井三池争議でうたごえ活動家として活躍した荒木栄。労働運動や学生運動でも多く歌われる。1960年6月の作品で、三井三池争議の中で作曲された。
かつて、労働運動や学生運動が活発だった頃はデモや大会の時に多く歌われた。現在、労働運動は低調で学生運動は下火ではあるが、特に労働組合では今でも全国各地で歌われることがある。

### 作られ、広まる背景
1960年6月頃は安保闘争の盛り上がりとともに三池争議は最も盛り上がった時期である。しかし、労働者側（厳密には三池炭鉱労働組合）も長期間に及ぶストライキによる生活苦、会社だけではなく警察・司法・暴力団さえ相手にする闘い、それらから来る脱落者・離反者の続出などで、非常に苦しい状態に置かれていた。そんな中で、荒木と森田は、労働者の「がんばろう！」と拳を振り上げる姿から闘いの完遂と仲間の団結を歌った歌を作り上げる。
この歌は三池争議の中で歌われるとともに、それに協力していた全国の活動家によって各地に伝えられ、特に前述の安保闘争でデモ隊に歌われることとなる。この光景は「一枚の楽譜が国会を取り巻いた」とも言われた。結果として、安保闘争も三池争議も挫折することにはなるが、これらの出来事によって「がんばろう」は全国各地にさらに広まり、労働歌の定番となる。
また、歌詞の内容が男も女もがんばろうといったもので、それまでの労働運動や「労働歌イコール男」というイメージを変えた歌でもあった。荒木の別の歌でも「男も女も、子供も年寄りも、『がんばろう』の歌を武器に･･･」（地底の歌）とあるように、三池争議が家族ぐるみ、地域ぐるみであったという影響である。
近年では、チンドンロックバンドのソウル・フラワー・モノノケ・サミットがレパートリーとして取り上げている(1995年のアルバム『アジール・チンドン』に収録)。

### エピソード
- 元々の歌詞は「燃え上がる」の部分が「燃えつくす」だったが、燃えつきてはダメだろうと変更された。
- 安保闘争で、東京でのデモ隊が歌い出しの「がんばろう　突き上げる空に～」の歌詞を「何だろう　月が出る空に～」と聞き違えた。
- 映画「サード」（1978年、監督：東陽一・脚本：寺山修司）の中に、売春をしている女子高生役の森下愛子が、客に「ほんとに高校生なら、校歌を歌ってみろ」といわれて、「がーんばろおー、つきあげるーそらにー」と歌い、客に「どこかで聞いた事あるな、あんたほんとに女子高生？」と言われるというギャグシーンがある。